# جاكلين إيمرسون
جاكلين إيمرسون (بالإنجليزية: Jacqueline Emerson)‏ هي مغنية وممثلة أمريكية، ولدت في 21 أغسطس 1994 بواشنطن العاصمة في الولايات المتحدة.

## أعمال

### أفلام
- (2012) مباريات الجوع

## وصلات خارجية
- جاكلين إيمرسون على موقع IMDb (الإنجليزية)
- جاكلين إيمرسون على موقع ميوزك برينز (الإنجليزية)
- جاكلين إيمرسون على موقع تيرنر كلاسيك موفيز (الإنجليزية)
- جاكلين إيمرسون على موقع أول موفي (الإنجليزية)
- جاكلين إيمرسون على موقع قاعدة بيانات الفيلم (الإنجليزية)